# Рађевина
Рађевина је област у западној Србији између планина Влашића, Цера, Јагодње и Соколских планина. Долином Јадра повезана је са Мачвом и Панонском низијом, а заједно са Азбуковицом чини Горње Подриње. То је претежно брдско-планински крај, пун шума и пашњака испресецаних бистрим и брзим речицама. Највећи врх у брдском делу је Рожањ на Соколској планини (973 м).
Име је добила по војводи Рађу, по легенди, једном од седам витезова кнеза Лазара, коме је на Рађевом пољу подигнут споменик-обелиск назван „Рађев камен”.
У турско време Рађевина је била нахија. По Вуку Караџићу, Рађевина је била кнежина на десној обали Дрине, између Лознице и Сокола. У првој половини 19. века, Рађевина је срез са 34 села и варошицом Крупњем као средиштем.
Њен највећи део припада општини Крупањ, коју чине 23 насељена места од којих су 22 сеоска насеља: Бањевац, Бела Црква, Богоштица, Брезовице, Брштица, Врбић, Дворска, Завлака, Костајник, Красава, Кржава, Ликодра, Липеновић, Мојковић, Планина, Равнаја, Ставе, Толисавац, Томањ, Цветуља,Белотић, Церова, Шљивова и једно варошко насеље, Крупањ, који је привредни, културни и политички центар општине.
Рађевина је припадала устаничкој Србији током Првог српског устанка, потом је припадала Подринској нахији која је 1833. после Хатишерифа постала део Кнежевине Србије.
После Другог светског рата, 1947. године, села Бастав, Белотић, Комирић и Коњуша су прешли из рађевског у подгорски срез, и касније постали део општине Осечина.